# Viação Rio Vermelho
Viação Rio Vermelho foi uma empresa brasileira de transporte coletivo urbano de Salvador, Bahia.

## História
A empresa foi fundada a partir da cisão da Viação Beira Mar (VIBEMSA), que também originou a Verdemar, Ondina e BTU. Quando fundada, em 26 de abril de 1991, possuía 160 ônibus e apenas uma garagem.
Em 2015, a empresa passa a fazer parte da Concessionária Salvador Norte (CSN Transportes), se juntando novamente as empresas Verdemar, Ondina e BTU e tendo sua frota completamente caracterizada com a pintura do sistema Integra. A sua garagem matriz, no bairro de São Cristóvão, passa a servir como uma filial da CSN.
Em 27 de março de 2021, após a constatação de problemas financeiros e irregularidades nos serviços prestados pela CSN Transportes, o prefeito Bruno Reis anunciou encerramento do contrato das empresas que compunham a concessionária, cuja operação foi assumida pela Prefeitura Municipal de Salvador. Isto caracterizou o encerramento das atividades dessas empresas, incluindo a Rio Vermelho.

## Frota
Em 2008, a empresa tinha 197 veículos em operação, 3 de socorro mecânico e 6 de reserva.

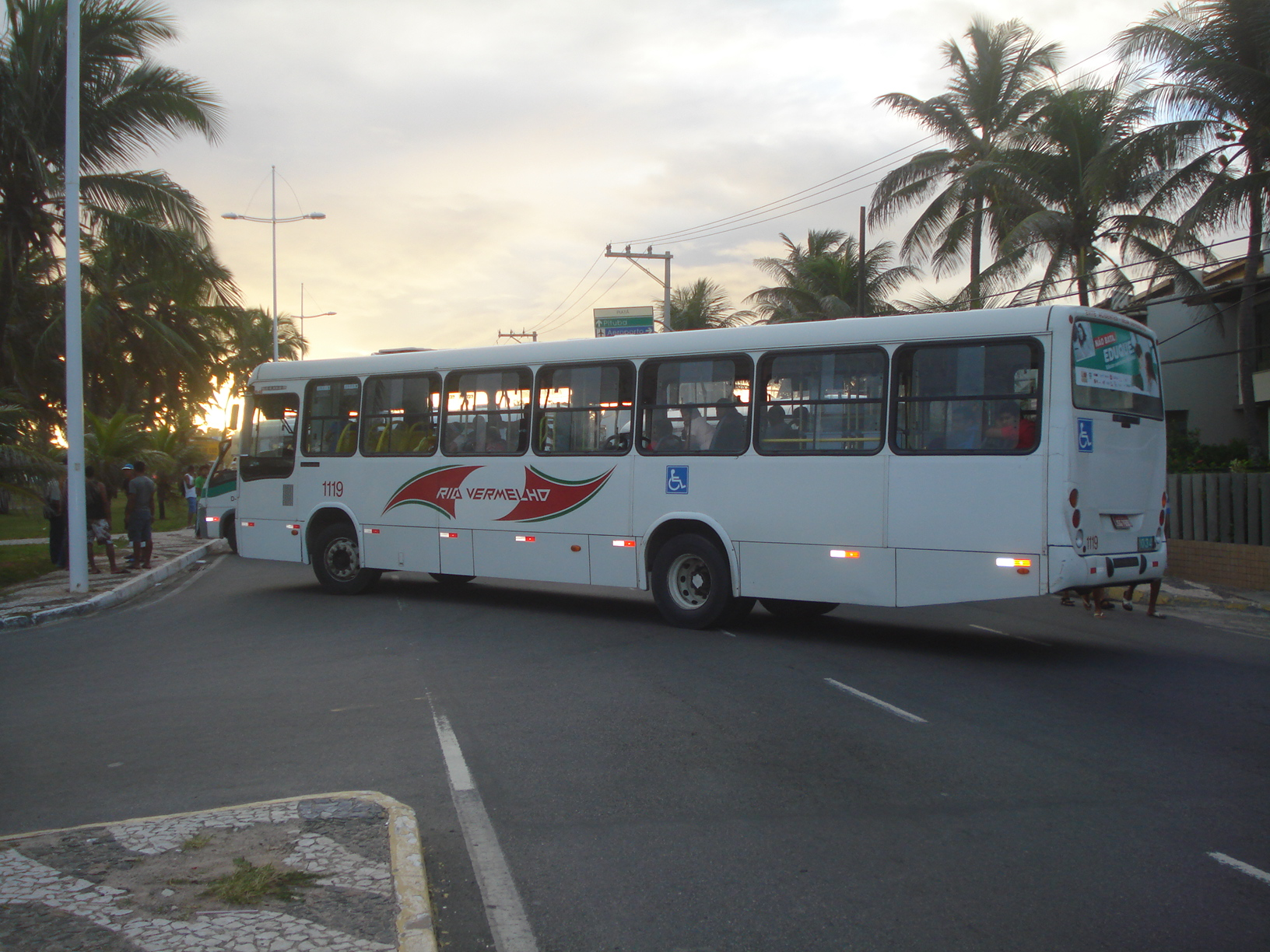
Marcopolo Torino 2007 OF-1722 M de prefixo 1119 da Rio Vermelho.